# Castenda (Tordoya)
Castenda o Santa María de Castenda (llamada oficialmente Santa María de Castenda da Torre) es una parroquia española del municipio de Tordoya, en la provincia de La Coruña, Galicia.

## Entidades de población
Entidades de población que forman parte de la parroquia:
- A Cruz do Carballal
- A Torre
- Abeleiras (As Abeleiras)
- Borreiros
- Bouzamerelle
- Campo de Millo
- Carballal (O Carballal)
- Castro (O Castro)
- Malvares
- Pobanza
- Saboi
- Tarroeira
- Vilar
- Vilaroscuro (Vilaescuro)

## Demografía
| Gráfica de evolución demográfica de Castenda entre 2000 y 2019 |
|                                                                |
| Datos según el nomenclátor publicado por el INE.               |